# Introitus (nyomdászat)
Az introitus latin eredetű szó, szótári alakja introitus, -us m, jelentése bemenés, belépés, bemenetel, hivatalba lépés, bevezetés, kezdet, előjáték, bejárás.
A nyomdászatban az introitus a felvételi díjat jelentette. A 15. és a 18. század között a külföldről jött nyomdászsegédnek az új nyomdahelyen hivatalos iratokkal igazolnia kellett törvényes származását, múltját, előző munkahelyét a munkatársai előtt. Ha a kollégái nem támasztottak kifogást, kifizette az introitust, amelynek összege 1-2, de helyenként 5-6 tallér volt. Ettől kezdve fogadták maguk közé a nyomdásztársak, akik barátai és segítői lettek. Amennyiben a jövevény múltja nem volt tiszta, nem fogadták el tőle az introitust, amíg nem tisztázta magát. Ha ez nem sikerült, távoznia kellett a városból.
Az introitust a németek einstandként (munkakezdési áldomás, vendégeskedés) fordították, így már az új kollégák bőséges megvendégelését jelentette, saját költségen. Azonban a hivatalos iratok bemutatásától az einstand esetében sem tértek el.